# Diocesi di Bắc Ninh
La diocesi di Bắc Ninh (in latino Dioecesis Bacninhensis) è una sede della Chiesa cattolica in Vietnam suffraganea dell'arcidiocesi di Hanoi. Nel 2022 contava 149.339 battezzati su 9.000.000 di abitanti. È retta dal vescovo Joseph Đỗ Quang Khang.

## Territorio
La diocesi si trova nel nord del Vietnam e comprende:
- per intero le province di Bắc Ninh, Bac Giang, Bac Kan, Thai Nguyen e Vinh Phuc:
- in parte le province di Tuyen Quang, Hung Yen, Hai Duong, Lang Son e Phu Tho;
- alcuni distretti della città di Hanoi.

Sede vescovile è città di Bắc Ninh, dove si trova la cattedrale della Regina del Rosario.
Il territorio si estende su 24.600 km² ed è suddiviso in 90 parrocchie.

## Storia
Il vicariato apostolico del Tonchino settentrionale fu eretto il 1º giugno 1883 con il breve Ut catholica religio di papa Leone XIII, ricavandone il territorio dal vicariato apostolico del Tonchino orientale (oggi diocesi di Hải Phòng).
Il 31 dicembre 1913 cedette una porzione del suo territorio a vantaggio dell'erezione della prefettura apostolica di Lạng Sơn e Cao Bằng (oggi diocesi).
Il 3 novembre 1924 incorporò una porzione del vicariato apostolico dello Yünnan (oggi arcidiocesi di Kunming) e il 3 dicembre assunse il nome di vicariato apostolico di Bắc Ninh in forza del decreto Ordinarii Indosinensis della Congregazione di Propaganda Fide.
Il 24 novembre 1960 il vicariato apostolico è stato elevato a diocesi con la bolla Venerabilium Nostrorum di papa Giovanni XXIII.
Il 24 maggio 1982, con la lettera apostolica Cum Beatissima, papa Giovanni Paolo II ha confermato la Beata Vergine Maria, Regina del Sacratissimo Rosario (Beata Virgo Maria Regina Sacratissimi Rosarii), patrona principale della diocesi.

## Cronotassi dei vescovi
Si omettono i periodi di sede vacante non superiori ai 2 anni o non storicamente accertati.
- Antonio Colomer, O.P. † (1º giugno 1883 - 7 febbraio 1902 deceduto)
- Maximino Velasco, O.P. † (7 febbraio 1902 succeduto - 4 luglio 1924 dimesso)
- Teodoro Gordaliza Sánchez, O.P. † (4 luglio 1924 succeduto - 14 ottobre 1931 deceduto)
- Eugenio Artaraz Emaldi, O.P. † (14 giugno 1932 - 19 dicembre 1947 deceduto)
  - Sede vacante (1947-1950)
- Dominique Hoàng Văn Đoàn, O.P. † (12 marzo 1950 - 1955 dimesso)[4]
  - Sede vacante (1950-1963)[5]
- Paul Joseph Phạm Đình Tụng † (5 aprile 1963 - 23 marzo 1994 nominato arcivescovo di Hanoi)
- Joseph Marie Nguyễn Quang Tuyến † (23 marzo 1994 succeduto - 23 settembre 2006 deceduto)
- Cosme Hoàng Văn Đạt, S.I. (4 agosto 2008 - 17 giugno 2023 ritirato)
- Joseph Đỗ Quang Khang, succeduto il 17 giugno 2023

## Statistiche
La diocesi nel 2022 su una popolazione di 9.000.000 di persone contava 149.339 battezzati, corrispondenti all'1,7% del totale.
| anno | popolazione | popolazione | popolazione | presbiteri | presbiteri | presbiteri | presbiteri                | diaconi | religiosi | religiosi | parrocchie |
| anno | battezzati  | totale      | %           | numero     | secolari   | regolari   | battezzati per presbitero | diaconi | uomini    | donne     | parrocchie |
| ---- | ----------- | ----------- | ----------- | ---------- | ---------- | ---------- | ------------------------- | ------- | --------- | --------- | ---------- |
| 1949 | 58.000      | 1.100.000   | 5,3         | 75         | 65         | 10         | 773                       |         | 11        | 190       | 48         |
| 1963 | 35.423      | ?           | ?           | 7          | 6          | 1          | 5.060                     |         |           | 24        | 48         |
| 1979 | 72.000      | ?           | ?           | 6          | 5          | 1          | 12.000                    |         |           | 23        | 46         |
| 1999 | 112.213     | 6.828.900   | 1,6         | 10         | 10         |            | 11.221                    |         |           | 269       | 46         |
| 2000 | 114.458     | 6.965.478   | 1,6         | 10         | 10         |            | 11.445                    |         |           | 31        | 52         |
| 2001 | 115.824     | 7.648.368   | 1,5         | 10         | 10         |            | 11.582                    |         |           | 31        | 281        |
| 2003 | 117.143     | 7.724.851   | 1,5         | 19         | 19         |            | 6.165                     |         |           | 32        | 281        |
| 2004 | 123.090     | 6.909.296   | 1,8         | 23         | 23         |            | 5.351                     |         |           | 299       | 47         |
| 2006 | 131.815     | 7.181.409   | 1,8         | 28         | 28         |            | 4.707                     |         |           | 306       | 46         |
| 2012 | 125.000     | 8.061.000   | 1,6         | 55         | 50         | 5          | 2.272                     |         | 7         | 167       | 85         |
| 2015 | 131.730     | 8.542.000   | 1,5         | 80         | 64         | 16         | 1.646                     |         | 24        | 243       | 73         |
| 2018 | 138.790     | 8.697.890   | 1,6         | 94         | 73         | 21         | 1.476                     |         | 36        | 279       | 77         |
| 2020 | 140.438     | 8.688.170   | 1,6         | 112        | 84         | 28         | 1.254                     |         | 55        | 230       | 81         |
| 2022 | 149.339     | 9.000.000   | 1,7         | 129        | 99         | 30         | 1.157                     |         | 58        | 241       | 90         |